# Hippocampus fuscus
Hippocampus fuscus és una espècie de peix de la família dels singnàtids i de l'ordre dels singnatiformes.

## Morfologia
Els mascles poden assolir els 14,4 cm de longitud total.

## Distribució geogràfica
Es troba al Mar Roig, Aràbia Saudita, Djibouti i Sri Lanka.